# Boerhavia herbstii
Boerhavia herbstii är en underblomsväxtart som beskrevs av Francis Raymond Fosberg. Boerhavia herbstii ingår i släktet Boerhavia och familjen underblomsväxter. Inga underarter finns listade i Catalogue of Life.

## Bildgalleri

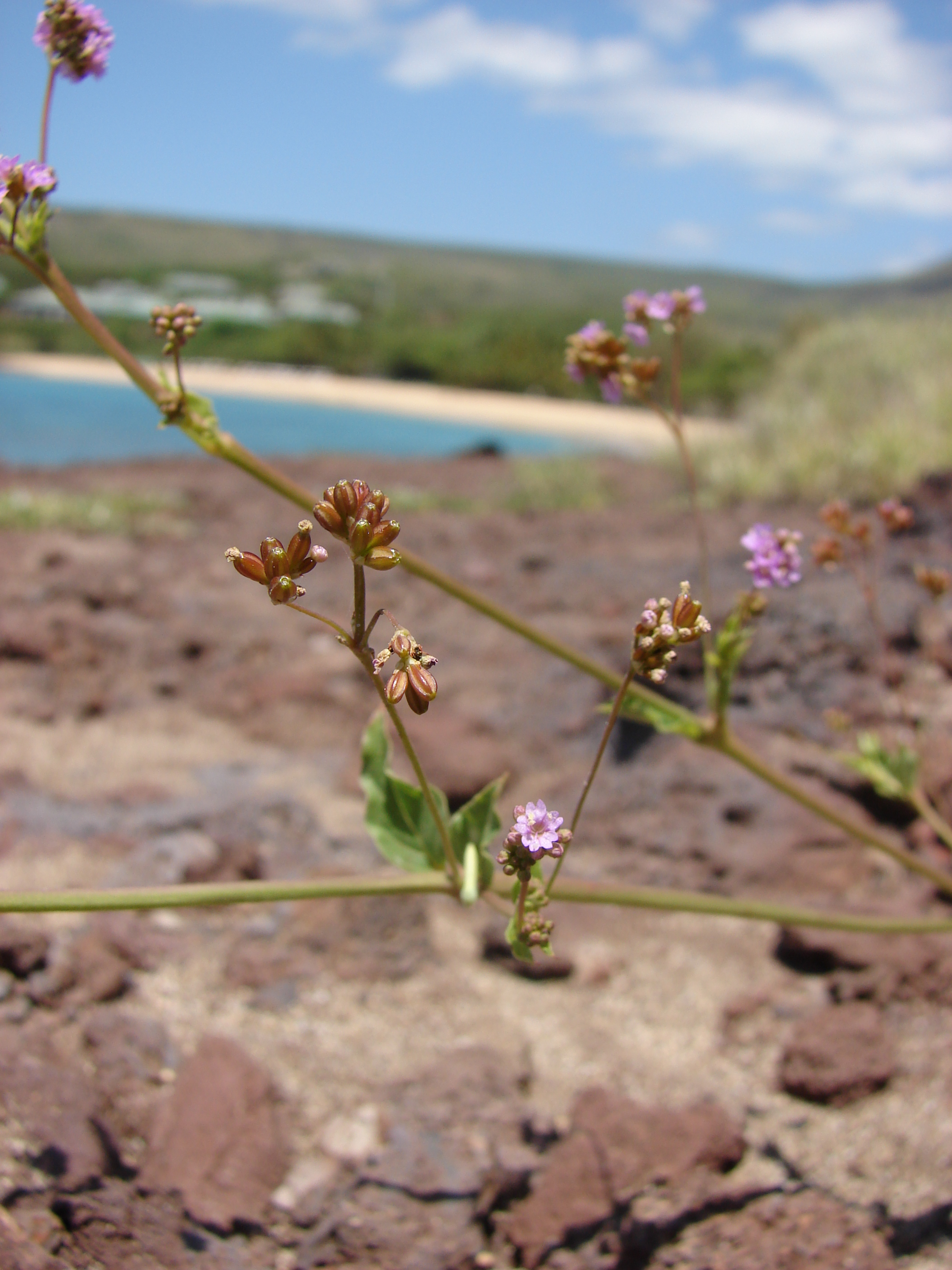
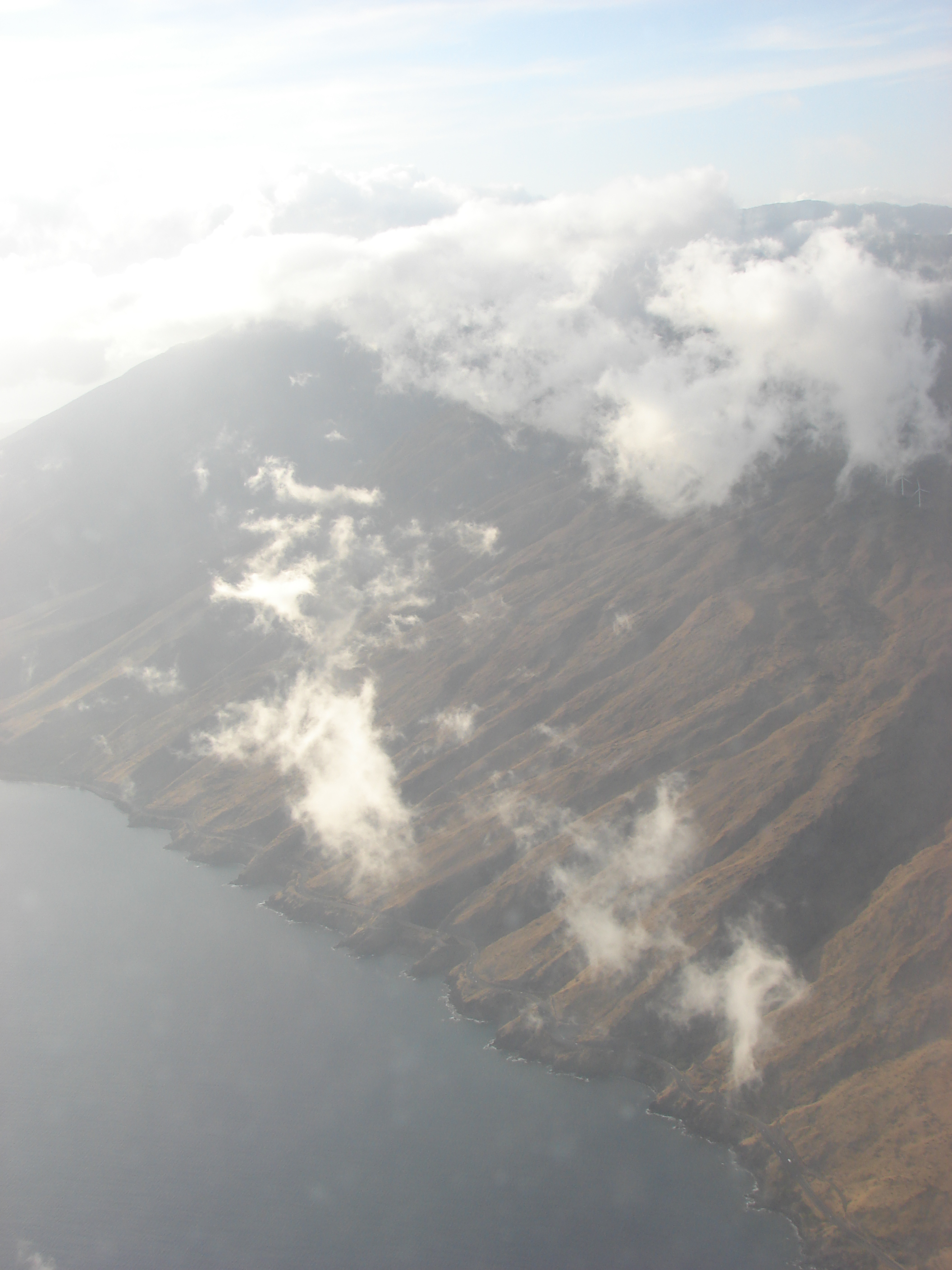